# Rambla De Las Truchas
Rambla De Las Truchas este o arie protejată (arie specială de conservare — SAC, sit de importanță comunitară — SCI) din Spania întinsă pe o suprafață de 2.397,48 ha, integral pe uscat.

## Localizare
Centrul sitului Rambla De Las Truchas este situat la coordonatele 40°28′07″N 0°21′49″W / 40.4685°N 0.36349°V.

## Înființare
Situl Rambla De Las Truchas a fost declarat sit de importanță comunitară în iulie 2000 pentru a proteja 1 specie de plante și 3 specii de animale. Situl a fost protejat și ca arie specială de conservare în februarie 2021.

## Biodiversitate
Situată în ecoregiunea mediteraneană, aria protejată conține 6 habitate naturale: Galerii de Salix alba și de Populus alba, Pajiști alpine și subalpine calcaroase, Pajiști uscate seminaturale și facies de acoperire cu tufișuri pe substraturi calcaroase (Festuco-Brometalia) (* situri importante pentru orhidee), Păduri de Quercus ilex și Quercus rotundifolia, Lande oro-mediteraneene cu formațiuni endemice de grozamă, Formațiuni stabile xerotermofile de Buxus sempervirens pe pante stâncoase (Berberidion p.p.).
La baza desemnării sitului se află mai multe specii protejate:
- plante (1): Apium repens
- mamifere (2): liliac cârn (Barbastella barbastellus), liliacul mare cu potcoavă (Rhinolophus ferrumequinum)
- pești (1): Parachondrostoma miegii

Pe lângă speciile protejate, pe teritoriul sitului au mai fost identificate 3 specii de plante, 19 specii de păsări, 3 specii de amfibieni, 3 specii de mamifere, 2 specii de reptile.